# The Who: Then and Now
The Who: Then and Now è una Compilation del gruppo rock inglese The Who, pubblicata dalla Geffen Records nel 2004 a quarant'anni dalla nascita della band inglese avvenuta nel 1964. La raccolta contiene, oltre ai classici del gruppo, anche due brani pubblicati nel 2004 sul singolo Real Good Looking Boy/Old Red Wine.

## Tracce
1. I Can't Explain - 2:06
2. My Generation - 3:18
3. The Kids Are Alright - 2:46
4. Substitute - 3:48
5. I'm a Boy - 2:37
6. Happy Jack - 2:11
7. I Can See for Miles - 4:07
8. Magic Bus - 3:20
9. Pinball Wizard - 3:02
10. See Me, Feel Me - 3:24
11. Summertime Blues (live) - 3:24
12. Behind Blue Eyes - 3:41
13. Won't Get Fooled Again - 8:32
14. 5:15 - 4:52
15. Love Reign O'er Me - 3:12
16. Squeeze Box - 2:42
17. Who Are You - 5:07
18. You Better You Bet - 5:37
19. Real Good-Looking Boy - 5:42
20. Old Red Wine - 3:43

- La versione giapponese dell'album presenta 5 bonus track:

1. Great Shakes
2. Magic Bus (versione mono)
3. Eyesight to the Blind (cantato alternativo)
4. Postcard (versione EP inedita)
5. I Don't Even Know Myself (versione EP)

Nel 2007, Summertime Blues e Old Red Wine sono state sostituite rispettivamente da Baba O' Riley e It's Not Enough.

## Classifiche
| Anno | Classifica  | Posizione massima |
| ---- | ----------- | ----------------- |
| 2004 | Regno Unito | 5                 |